# Шаш, Дьюла
Дьюла Шаш (венг. Sas Gyula, имя при рождении Юлиус Шпиц (нем. Julius Spitz), также известен под псевдонимом Джулио Аквила (итал. Giulio Aquila); 16 декабря 1893 — 26 августа 1943) — венгерский революционер еврейского происхождения, участник рабочего и коммунистического движения нескольких стран, деятель Коминтерна. Автор ряда исследований по итальянскому фашизму. Супруг Валентины Альфредовны Адлер.

## Биография
Старший сын лавочника Беньямина Шпица из Оросфальвы и Хани Блюменфельд. С 1899 года посещал начальную школу и с 1903 по 1908 годы учился в гимназии Ясбереня. Затем посещал школу банкиров в Орадье до 1911 года и в течение года работал в Мишкольце в Будапештском земельном банке, прежде чем стать представителем компании по выделке шерсти в Вене с 1913 по 1915 годы. С 1911 года был членом Социал-демократической партии Австро-Венгрии.
В ходе мадьяризации Юлиус Шпиц и его братья Андреас и Штефан приняли венгерскую фамилию Шаш.
6 октября 1916 года в Братиславе женился на Этельке Зильберер (21 апреля 1886, Будапешт — 1955, Москва). У них было две дочери, Агнес (1921—2001) и Вера (род. 1919), которые эмигрировали в Советский Союз вместе с матерью в 1933 году и стали ученицами школы им. Карла Либкнехта.
С 1916 по 1918 годы Дьюла Шаш служил в австрийской армии. В 1919 году вступил в Венгерскую коммунистическую партию и стал членом экономического совета при Енё Варге во время Венгерской советской республики. После подавления последней бежал в Вену.
В Италии работал по линии Коминтерна в составе Итальянской коммунистической партии. Вынужден был покинуть страну после прихода к власти чёрнорубашечников Муссолини. Перебрался в Веймарскую германию, где начал работать в Международном антифашистском комитете в Берлине. Занимался в основном итальянским вопросом и проблемами анализа фашистского движения, в этот период публикует ряд важных статей и брошюр по данной проблематике. В 1924 году вместе с Вилли Мюнценбергом подготовил доклад на V конгресс Коминтерна.
В том же году женится на Валентине Альфредовне Адлер (1898—1942), старшей дочери Альфреда и Раисы Адлер.
После прихода нацистов к власти в 1933 году был арестован и депортирован, как лицо без гражданства. В СССР работал консультантом по итальянским делам в Коминтерне, был помощником Карла Радека, а также работал в Институте мировой экономики у Евгения Варги. В 1937 году был арестован по обвинению в сотрудничестве с Карлом Радеком. Умер в ссылке.

## Книги
- Аквила Д. Фашизм в Италии. М.: «Красная новь», 1923
- Джулио Ю. Фашистская Италия: Шесть лет диктатуры черных рубах. М.—Л.: Московский рабочий, 1929